# مايك سولاري
مايك سولاري (بالإنجليزية: Mike Solari)‏ هو لاعب كرة قدم أمريكية أمريكي، ولد في 16 يناير 1955 في دالي سيتي في الولايات المتحدة.